# Мавро Ветранович
Мавро Ветранович (хорв. Mavro Vetranović або Мауро Ветрані італ. Mauro Vetrani; *1482, Дубровник — 1576, там же) — плідний хорватський поет і драматург, бенедиктинський чернець із Дубровника.

## З життєпису
Народився в Дубровнику в 1482 році. У 1507 році вступив до лав бенедиктинців на острові Млет, і після періоду навчання в Монте-Кассіно в Італії, повернувся на Млет, як настоятель монастиря. У XVI столітті монастир був центром Млетської конгрегації (Congregatio Melitensem або Melitanam), збираючи у своїх стінах монахів-бенедиктинців всіх монастирів регіону Республіки Рагуза, і са́ме Ветранович став першим головою Конгрегації.
Мавро Ветранович писав плідно впродовж усього свого життя, залишивши великий літературний доробок, що включає прозу, драми, релігійну і сатиричну поезію та незакінчену епічну поему, що складається з 4 374 рядків. У своєму письменстві він показав себе як патріотично налаштований далматин і хорват.
Хорватський академік, дослідник творчості Ветрановича Франьо Швелець (Franjo Švelec) поділяє її на три періоди. У першому, до кінця 1520-х роках, теми його творів стосувалися молоді, також це були поезії на романтичні й міфологічні теми. На другому творчому етапі (до кінця 1540-х) у Ветрановича домінують «серйозні» теми. В останній період, творчий і життєвий, поет якоюсь мірою повернувся до тем своєї юності, замкнувши таким чином коло власного життя і творчого шляху.
Мавро Ветранович помер у 1576 році.